# 스파게티 알레 봉골레

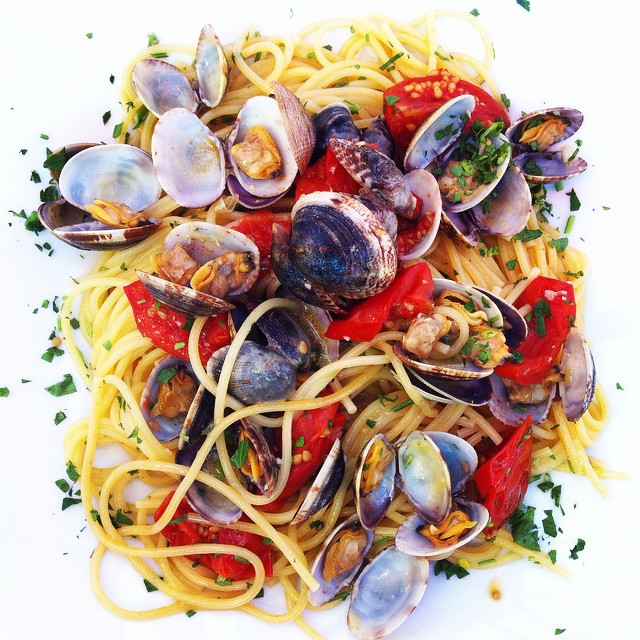
스파게티 알레 봉골레

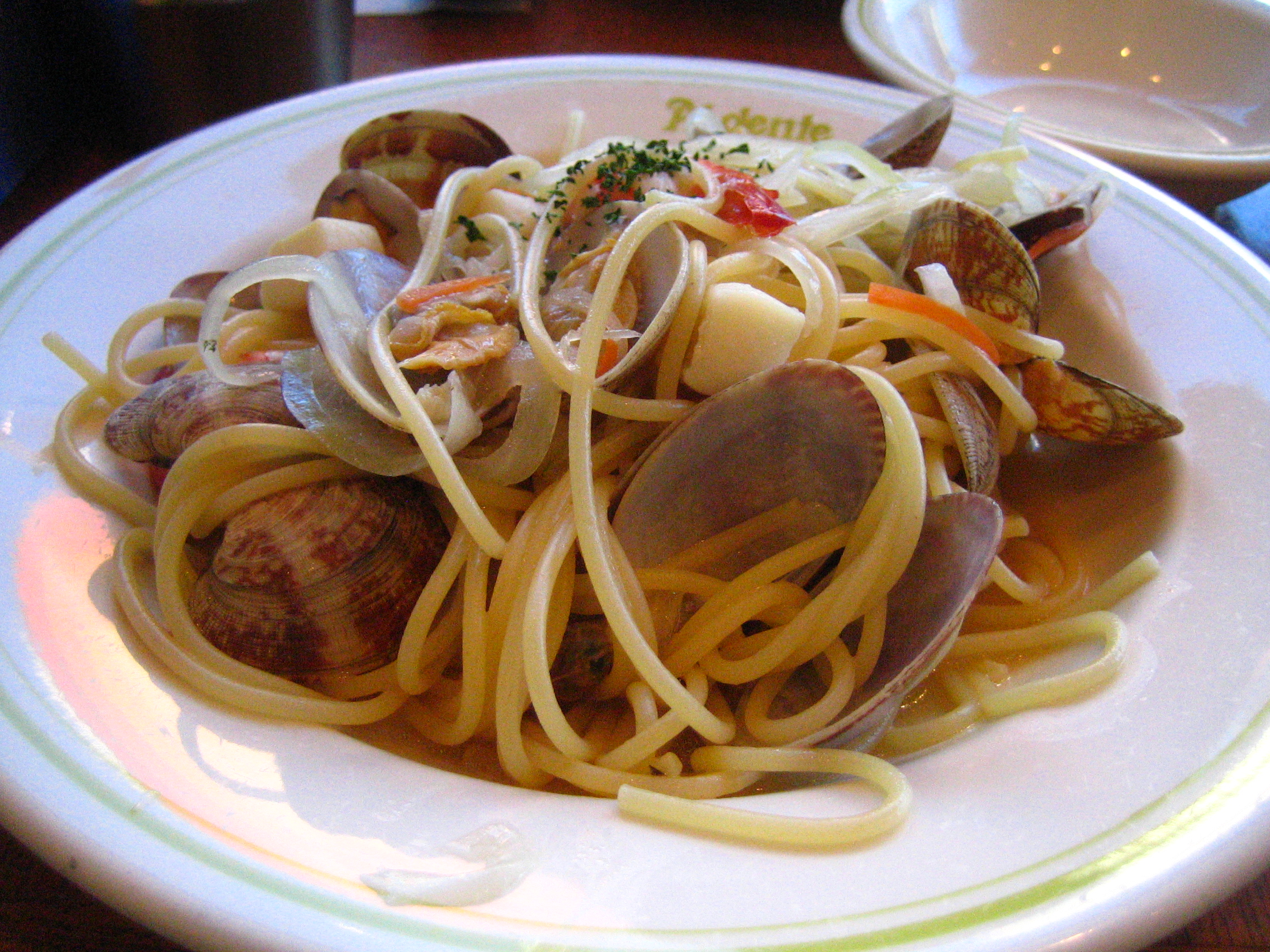
스파게티 봉골레

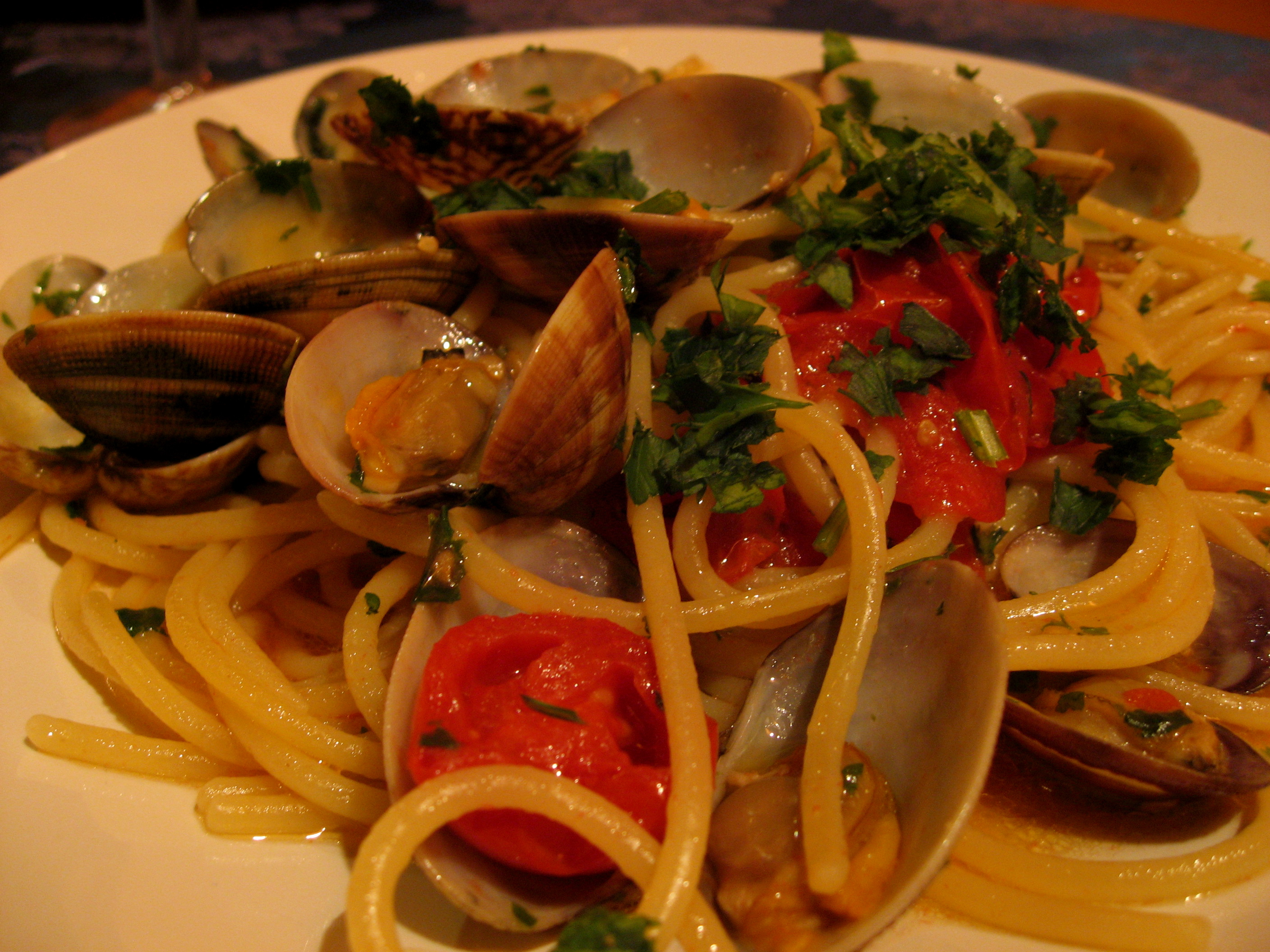
봉골레

스파게티 알레 봉골레(이탈리아어:spaghetti alle vongole)는 이탈리아와 여러 국가에서 널리 알려진 스파게티 요리의 일종이며 특별히 캄파니아주(나폴리)와 로마 등 중부 이탈리아에서 전통적으로 전해오고 있다. 영어로는 spaghetti with clams 즉, 조개를 곁들인 스파게티를 의미한다.
보통은 이태리어로 vongola verace라고 하는 조개를 쓴다. 이 재료는 리구리아 주와 토스카나 주에서는 arselle로 불린다. 미국에서는 대합을 대용으로 사용하기도 한다. 기호에 따라서 모시조개, 명주조개, 백합, 바지락 등으로 조리할 수 있다.
이탈리아인들은 두 가지 방법으로 봉골레를 조리한다. in bianco는 올리브, 마늘, 파슬리나 백포도주를 넣으며 in rosso는 비슷하기는 하지만 바질과 토마토를 많이 넣으며 남부 지역에서 더 흔히 발견된다. 조리 중에 재료인 조개의 입이 벌어지면서 즙이 나오기 때문에 자연스러운 향이 번지는 요소가 된다. 조개가 입을 벌려서 국물이 나오게 되면 파스타와 함께 후추, 소금, 파슬리 다진 것을 넣어 조리한다. 파스타로는 보통 스파게티, 링귀네, 베르미첼리 등을 사용한다.
제노아 주의 동쪽인 리구리아 주에서는 큰 조개 대신 작은 조개를 많이 넣는데 백포도주와 마늘 소스를 넣는다. 이곳에서는 링귀네를 상대적으로 더 많이 사용한다.
보통 다른 스파게티와 달리 봉골레에는 치즈를 넣지 않는데 올리브유와 해산물이 들어가기 때문에 치즈를 넣지 않는 것이다.

## 같이 보기
- 스파게티